# Уруп (река)
Уруп (на карачаево-балкарски: Уруп; на руски: Уруп) е река в Република Карачаево-Черкезия и Краснодарски край на Русия, ляв приток на Кубан. Дължина 231 km. Площ на водосборния басейн 3220 km².
Река Уруп води началото си от северния склон на планинския масив Уруп (3232 m) в Голям Кавказ, в югозападната част на Република Карачаево-Черкезия на Русия, на 2407 m н.в. По цялото си протежение тече предимно в северна посока. До станица Удобная (Краснодарски край) е типична планинска река с тясна и дълбока долина и бързо течение. След това навлиза в южната част на Кубано-Приазовската низина, където долината и силно се разширява, течението ѝ става бавно и спокойно и придобива облика на типична равнинна река. Влива се отляво в река Кубан, на 165 m н.в., в чертите на град Армавир. Основни притоци: леви – Власенчиха, Малък Тегин, Болшой Тегин; десни – Тьоплая, Кува. Има смесено подхранване с преобладаване на дъждовното и ясно изразено пролетно пълноводие. През лятото често явление са внезапните прииждания в резултат на поройни дъждове във водосборния ѝ басейн. Среден годишен отток в 16,5 m³/s. Замръзва само в студени зими от декември до февруари. В долното течение толяма част от водите ѝ се използват за напояване. По бреговете на реката са разположени няколко десетки населени места, в т.ч. селищата от градски тип Уруп и Медногорски и районния център станица Преградная в Република Карачаево-Черкезия, град Армавир и районния център станица Оградная в Краснодарски край.